# 加藤和惠
加藤和惠（／ Katō Kazue，1980年7月20日—），日本漫畫家。女性。出身於東京都。代表作有《羅賓與兔吉》、《青之驅魔師》。

## 來歷
2000年（當時19歲），以《我與兔子》準入選第59屆手塚獎，在《赤丸Jump》上發表《紅蕃茄》。之後，擔任同人誌《彩虹公館》的連載作家，並受邀創辦《月刊少年天狼星》。
此外，她也以「 Katō Shigeru」的名義在《季刊S》發表短篇。
2009年，《青之驅魔師》在《Jump Square》開始連載。並於2011年和2017年電視動畫化，2012年上映電影動畫。

## 作品
- 1999年：11月期天下第一漫畫獎《魔女和兔子和我》
- 2000年：《赤丸Jump》2000夏季號（集英社）—第59屆手塚獎準入選作品《我與兔子》
- 2001年：《赤丸Jump》2001春季號（集英社）—《紅蕃茄》
- 2003年：《季刊S》（飛鳥新社）—《誕生於赤紅大地上的戰士物語》
- 2004年：《季刊S》（飛鳥新社）—《少女的祈禱》、《主與僕》、《聖域》、《人生街道迷途星》和《USA BOY!!!》
- 2005年：《月刊少年天狼星》創刊號（講談社）—《羅賓與兔吉（日语：ロボとうさ吉）》（2005年—2006年）
- 2006年：《月刊少年天狼星》12月號（講談社）—
- 2008年：
  - 《Jump SQ.II》第1號（集英社）—《追星宅》
  - 《Jump SQ》9月號（集英社）—青之驅魔師 短篇版《深山鶯邸事件》
- 2009年：
  - 《Jump SQ》5月號（集英社）—《青之驅魔師》連載開始[5]
  - 《週刊漫畫日本史（日语：週刊マンガ日本史）》第2號（朝日新聞出版）—《聖德太子》
- 2014年：
  - 《電器街的漫畫店》（第7話片尾插圖）
- 2021年：
  - 《哥斯拉 奇異點》（人物原案[7]）
  - 《Jump SQ》10月號（集英社）—《營繕師異譚》短期集中連載開始[8]

### 短篇作品
《TIME KILLERS 加藤和惠短篇集》（2011年刊，集英社）青文出版社
收錄作品：
| 原文標題 | 中文標題                 | 連載日期 | 備註                              |
| -------- | ------------------------ | -------- | --------------------------------- |
|          | 我與兔子                 |          |                                   |
|          | 紅蕃茄                   |          |                                   |
|          | 誕生於赤紅大地的戰士物語 |          |                                   |
|          | USA BOY!!!               |          |                                   |
|          | 公主裝使用說明漫畫       |          | 《季刊S》附錄的紙娃娃使用說明書。 |
|          | 人生街道迷途星           |          |                                   |
|          | 聖域                     |          |                                   |
|          | 主與僕                   |          |                                   |
|          | 少女的祈禱               |          |                                   |
|          | 追星宅                   |          |                                   |
|          | 深山鶯邸事件             |          |                                   |

## 助手
- 遠藤達哉[10]

## 外部連結
- ，存于 （日語）—加藤和惠的官方個人部落格。
- 加藤和惠的X（前Twitter） （日語）